# АнТроп
«АнТро́п» — советский и российский музыкальный лейбл, продюсерский центр, созданный продюсером и издателем Андреем Тропилло (название составлено из первых букв его имени и фамилии).
Создан неофициально в 1979 году как своего рода художественная лаборатория и студия звукозаписи. В студии Тропилло, при его участии, были созданы первые качественные записи таких мэтров русского рока, как «Машина времени», «Аквариум», «Зоопарк», «Кино», «Алиса», «Ноль». Они были позже неоднократно переизданы.

## История
Примерно в конце 1980-х — начале 1990-х годов «АнТроп» стал официальным лейблом, а Тропилло, воспользовавшись несовершенством тогдашнего законодательства в отношении защиты авторских прав, выпускал классические альбомы западных рок-групп (The Beatles, Led Zeppelin и многих других). На самих пластинках было размещено примечание «запись по трансляции» (с радио), что по закону того времени избавляло от соблюдения авторских прав при коммерческом использовании. На пластинках The Beatles, к примеру, вообще было указано, что запись взята «из коллекции Коли Васина» (известного битломана).
Касательно изменений в оформлении обложек (названия писались кириллицей или вообще переводились на русский, дополнялись или заменялись фотографии и тд.) Тропилло говорил так: «Графическое оформление пластинок попадало под законы о копирайте, которые распространялись на обложки книг, так что мне приходилось их перерабатывать. С одной стороны, чтобы уйти от ответственности за нарушение копирайта по графическим изображениям, а с другой — чтобы оставить обложки узнаваемыми». Например, на обложке пластинки «Лед Зеппелин IV» изображён Дмитрий Шагин («Митьки»), а на обложке битловского «Сержанта Пеппера» в задних рядах появились лица самого Тропилло и битломана Коли Васина, на обложке «Abbey Road» босиком был изображён Леннон вместо Маккартни. Иногда два самостоятельных альбома выпускались двойниками («Sgt. Pepper's Lonely Hearts Club Band» с «Revolver» The Beatles, «Led Zeppelin II» c «Led Zeppelin III» Led Zeppelin). Пятый альбом Led Zeppelin «Houses of the Holy» был назван, по аналогии с четырьмя «номерными» предыдущими, «Лед Зеппелин V (Дома Святых)». Серьёзные изменения претерпел также альбом «Three Imaginary Boys» британской группы The Cure. Название группы было переведено как «Чудак», а название альбома — как «Три нереальных мальчика». На обложке пятого альбома The Beatles Help! головы участников группы были изменены, при этом остальное тело осталось без изменений.
В 1993—1994 годах Тропилло использовал название Santa Records.
В 2011 году продюсерский центр, базирующийся на территории Ленинградского завода грампластинок, попытались выселить. В поддержку центра Андрея Тропилло в петербургском Центре современного искусства имени Курехина прошла акция «АнТроп Help!», в которой приняли участие Борис Гребенщиков, Андрей Макаревич, Олег Гаркуша, Padla Bear Outfit и другие музыканты.

## Дискография АнТроп

### Пластинки АнТроп, выпущенные фирмой «Мелодия»
В 1987—1988 годах на фирме «Мелодия» Андрей Тропилло выпустил на грампластинках несколько магнитоальбомов, записанных им в студии Дворца молодёжи, а также несколько миньонов, содержащих или не содержащих материал с этих альбомов.
На конвертах пластинок было указано: «Звукорежиссёр А. Тропилло, запись студии Ленинградского городского рок-клуба», а на лицевой стороне большинства обложек рядом с логотипом «Мелодии» появился логотип «АнТроп» — очевидно, это первое появление лейбла «АнТроп» на виниловых пластинках.
Это были одни из первых альбомов ленинградского рока, выпущенных на виниле и таким образом ставших доступными гораздо более широкой аудитории, нежели ранее, когда рок-альбомы тиражировались почти исключительно переписыванием с магнитофона на магнитофон. Значение этой своеобразной мини-антологии ленинградского рока середины 1980-х годов сопоставимо со значением серии «Архив популярной музыки», впервые представившей на советском виниле качественную подборку зарубежной рок-музыки 1960—1970-х годов.

#### Альбомы
| №             | Группа        | Название       | Год выпуска | Год записи | Особенности                                                                              |
| ------------- | ------------- | -------------- | ----------- | ---------- | ---------------------------------------------------------------------------------------- |
| C90 26699 007 | Зоопарк       | «Белая полоса» | 1988        | 1984       | Отсутствуют песни «Бедность» и «Вперёд, Боддисатва!».                                    |
| С90 26701 007 | Аквариум      | «Радио Африка» | 1988        | 1983       | Сокращенная версия альбома. «Вана Хойя» упоминается на обложке, но отсутствует на диске. |
| С90 26733 000 | Алиса         | «Энергия»      | 1988        | 1985, 1986 |                                                                                          |
| С90 26795 003 | Кино          | «Ночь»         | 1988        | 1985, 1986 |                                                                                          |
| С90 26849 006 | Телевизор     | «Шествие рыб»  | 1988        | 1985       |                                                                                          |
| С90 26851 004 | Странные игры | «Смотри в оба» | 1988        | 1985, 1986 |                                                                                          |

Записи студии Тропилло выходили и на некоторых других альбомах «Мелодии», например, на сборнике «Ленинградский рок-клуб» и на так называемом «Белом альбоме» «Аквариума», представляющем собой компиляцию из альбомов «День Серебра» и «Дети Декабря».

#### Миньоны
| №             | Группа   | Название                          | Год выпуска | Год записи | Особенности                                                                    |
| ------------- | -------- | --------------------------------- | ----------- | ---------- | ------------------------------------------------------------------------------ |
| С62 25725 004 | Алиса    | «Группа «Алиса»»                  | 1987        | 1986       | Без лейбла «АнТроп» на обложке. Три песни из альбома «Энергия».                |
| C62 26189 003 | Кино     | «Из альбома «Начальник Камчатки»» | 1987        | 1984       | Без лейбла «АнТроп» на обложке. На обороте — аннотанция Александра Житинского. |
| С62 26475 004 | Аквариум | «Жажда»                           | 1987        | 1984—1986  | Песни из альбомов «День Серебра» и «Дети Декабря».                             |
| С62 26515 001 | Алиса    | «Из альбома «Энергия»»            | 1988        | 1986       |                                                                                |
| С62 26713 008 | Зоопарк  | «Из альбома «Белая полоса» I»     | 1988        | 1984       | Без лейбла «АнТроп» на обложке.                                                |
| С62 26715 002 | Зоопарк  | «Из альбома «Белая полоса» II»    | 1988        | 1984       |                                                                                |
| С62 26717 007 | Аквариум | «Из альбома „Радио Африка“ I»     | 1988        | 1983       | Без лейбла «АнТроп» на обложке.                                                |
| С62 26719 001 | Аквариум | «Из альбома „Радио Африка“ II»    | 1988        | 1983       | Без лейбла «АнТроп» на обложке.                                                |
| С62 26793 009 | Кино     | «Из альбома «Ночь»»               | 1988        | 1986       |                                                                                |

### Пластинки AnTrop и Santa Records
В 1991 году Тропилло начал выпуск пластинок собственно под лейблом AnTrop, большинство из которых составила переизданная нелицензионным образом классика английского и, в меньшей степени, американского рока 1960—1970 годов. Это был первый случай, когда российский меломан мог собрать коллекцию альбомов классики рока на «виниле», просто придя и купив её в магазине (а не на чёрном рынке), причём по приемлемым ценам.
Полное наименование лейбла называлось «Продюсерский центр рок-н-ролльных приходов Единой евангелическо-лютеранской церкви России» и писалось в таком виде на задней стороне конвертов. Скорее всего, название связано с тем, что Ленинградская студия звукозаписи находится в здании лютеранской кирхи на Васильевском острове. АнТроп использовал технические возможности предприятий, входящих в концерн «Мелодия», так как никаких других предприятий цикла производства пластинок в стране не было. На большинстве пластинок на внутреннем кольце, рядом с «яблоком», можно рассмотреть каталожный номер ВСГ (код в формате вроде С90 XXXXX XX). На самих «яблоках» код ВСГ первоначально писался справа, каталожный номер «АнТропа» — слева. Иногда можно увидеть надпись Riga — возможно, повторный тираж печатался на Рижском заводе грампластинок.